# 10 Jahre Karat – Auf dem Weg zu Euch (Live)
10 Jahre Karat – Auf dem Weg zu Euch (Live) är bandet Karats sjätte album, släppt år 1985.
Auf dem Weg zu Euch är ett livealbum.

## Låtförteckning
1. Intro: 45-01 (0:23)
2. Tanz mit der Sphinx (4:10)
3. Falscher Glanz (2:20)
4. Gewitterregen (2:45)
5. Kalter Rauch (2:23)
6. Jede Stunde (3:40)
7. Schwanenkönig (5:54)
8. … und der Mond schien rot (5:07)
9. Tanz' mit mir (4:38)
10. Albatros (7:59)
11. Über sieben Brücken mußt Du geh'n (3:35)
12. Blumen aus Eis (3:32)
13. Don Alfredo (7:03)
14. Der blaue Planet (6:53)
15. Das Narrenschiff (5:18)
16. He, Mama (3:15)
17. Blues (2:58)
18. Und ich liebe Dich (5:30)
19. König der Welt (3:00)
20. Abendstimmung (3:46)
21. Wie weit fliegt die Taube (6:47)

## Musiker
- Herbert Dreilich – sång, gitarr.
- Ulrich "Ed" Swillms – klaviatur.
- Thomas Kurzhals – klaviatur.
- Bernd Römer – gitarr.
- Michael Schwandt – trummor.
- Henning Protzmann – basgitarr, sång.